# سيباستيان إنجليرت
سيباستيان إنجليرت (بالألمانية: Sebastian Englert)‏ هو لغوي ألماني، ولد في 17 نوفمبر 1888 في ديلينغن أن در دوناو في ألمانيا، وتوفي في 8 يناير 1969 في نيو أورلينز في الولايات المتحدة.